# フタリ
「フタリ」は、日本のポップ・ロックバンド、MONKEY MAJIKの3枚目のシングル。

## 解説
- 3枚目のアルバム「thank you.」から約4か月振りのMONKEY MAJIK3枚目のシングル。
- 表題曲「フタリ」はMONKEY MAJIK初の全日本語詞の曲。アルバム「thank you.」ではバラードがなかったから、メンバーは今度出す曲はバラードをやりたいと思っていた[1][2][3]。
- 「フタリ」のタイトルの表現について、Maynard曰く、「漢字とか数字で表現すると『2people』で、決して2つは1つにならない感じがする。でもカタカナだと、ゆっくり2つが1つに溶け合っていくようなイメージがして。」[4]
- カップリング「Happiness」は、MONKEY MAJIKの曲の中で、珍しいボサノヴァテイストの楽曲[4]。

## 収録曲
（全作曲：Maynard & Blaise ）
1. フタリ
  - 作詞：Maynard & Blaise & tax
  - ムービーアイ・エンタテインメント / 松竹配給映画「夜のピクニック」主題歌
2. Happiness
  - 作詞：Maynard & Blaise
3. フタリ -English Version-
  - 作詞：Maynard & Blaise & tax